# Марокау

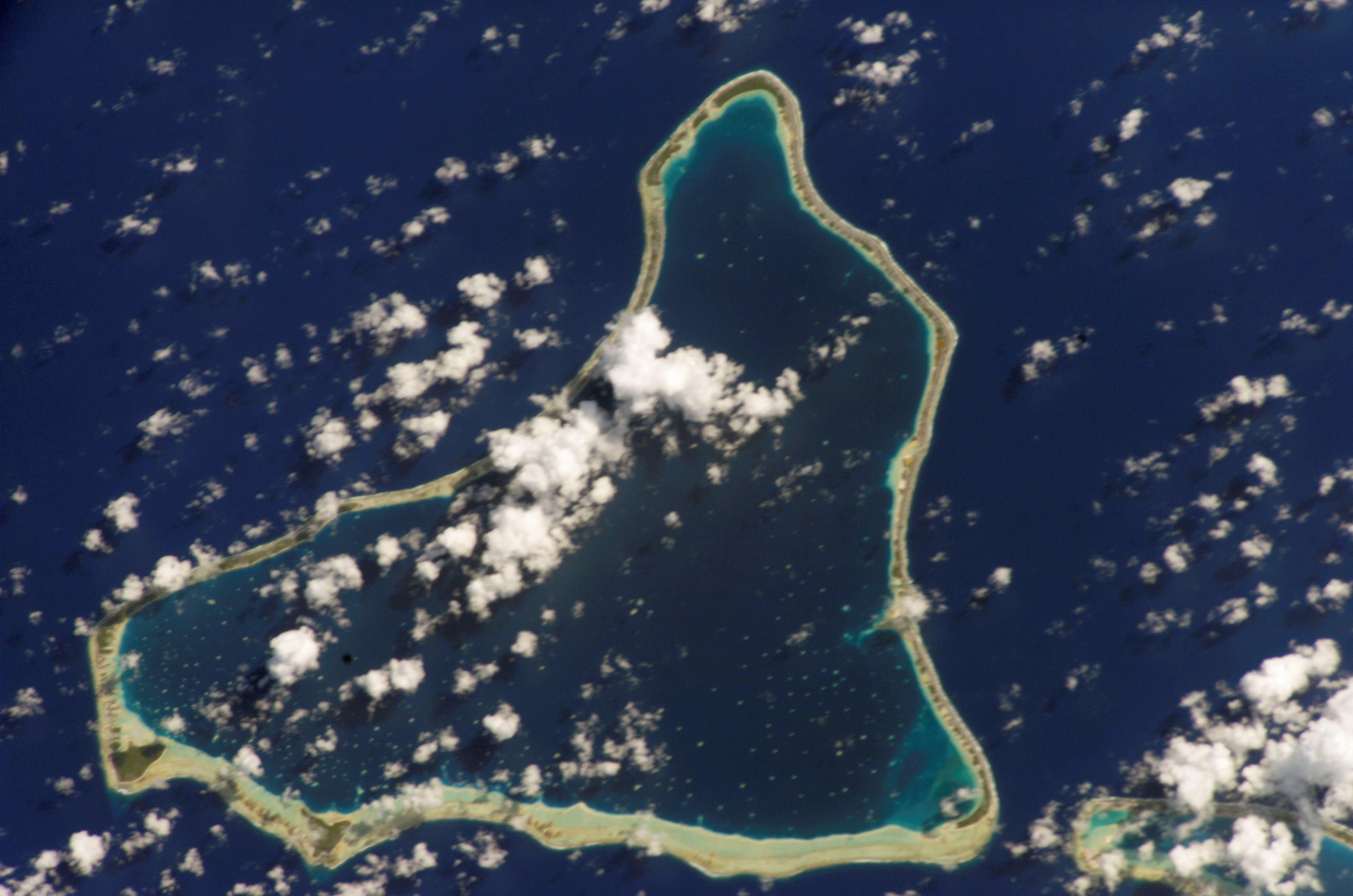
Космический снимок атолла.

Марокау (фр. Marokau) — атолл в архипелаге Туамоту (Французская Полинезия). Расположен в 48 км к юго-востоку от атолла Хикуэру и в 120 км к западу от Хао.

## География
Атолл имеет форму треугольника. Площадь суши острова составляет 14,7 км². В центре расположена крупная лагуна, соединённая с океаническими водами узкими проходами.
В 1903 году Марокау сильно пострадал от тропического циклона.

## Административное деление
Административно входит в состав коммуны Хикуэру.

## Население
В 2007 году численность населения Марокау составляла 99 человек. Главное поселение — деревня Ваиори. Основное занятие местных жителей — сельское хозяйство (производство копры).